# Charles Claes
Charles Marie Joseph Claes (Halle, 27 juni 1855 - Brussel, 31 maart 1924) was een Belgisch senator.

## Levensloop
Claes was een zoon van Francois Joseph Claes (1823-1893) en Julie Josephine Depauw (1814-1879). Hij was notaris van 1891 tot 1905 in Halle en van 1905 tot 1912 in Brussel. Hij trouwde in 1879 met Adrienne Zoude (1855-1935) en ze kregen vier kinderen. Hij werd opgevolgd door zijn zoon Charles Claes (1881-1963), die getrouwd was met Marguerite Waucquez, dochter van de groothandelaar Charles Waucquez, eigenaar van de Grands Magasins Waucquez.
In 1912 werd Claes katholiek senator voor het arrondissement Brussel, na de dood van Victor Allard. Hij bleef het amper zes weken.
Hij bekleedde een bevoorrechte positie voor het verlijden van akten voor koning Leopold II.
Rond 1900 liet hij het kasteel Groenenberg bouwen in Vlezenbeek - Sint-Pieters-Leeuw, midden een aanzienlijk domein. Het ontwerp was van de Brusselse architect Victor Evrard. 
Hij verwierf ook een eigendom in Bruly bij Couvin die vooral door zijn zoon na de Eerste Wereldoorlog werd ontwikkeld.